# Pselaphorhynchites macrophthalmus
Espèce
Pselaphorhynchites macrophthalmus est une espèce d'insectes coléoptères appartenant à la famille des Attelabidae.